# Culicoides saevus
Culicoides saevus är en tvåvingeart som beskrevs av Jean-Jacques Kieffer 1922. Culicoides saevus ingår i släktet Culicoides och familjen svidknott. Inga underarter finns listade i Catalogue of Life.